# Pont de Choisy
Die Pont de Choisy ist eine Straßenbrücke über die Seine in dem zum Großraum Paris gehörenden Choisy-le-Roi im Département Val-de-Marne. Sie war die erste Brücke, die im Freivorbau aus vorgefertigten Spannbeton-Hohlkastensegmenten gefertigt wurde.
Ihr offizieller, aber selten benutzter Name ist Pont de l’Appel du 18 Juin 1940 – Général de Gaulle in Erinnerung an Charles de Gaulles Aufruf vom 18. Juni 1940 an die Franzosen, ihm im Kampf gegen Deutschland zu folgen.

## Lage
Die Pont de Choisy steht im Zuge der Route départementale D86, die links der Seine Avenue Jean Jaurès und auf der anderen Seite des Flusses Avenue Victor Hugo genannt wird. Das eigentliche Brückenbauwerk überquert die Seine und die Uferstraße Quai Voltaire mit drei Feldern.
Im Westen schließt sich ein weiteres Brückenbauwerk an, mit dem die Gleise der SNCF, des RER, Linie C  und die Avenue du 8 Mai 1945 überquert werden. Dicht neben diesem Bauwerk steht der ehemalige Bahnhof der Chemin de Fer d’Orléans, der als Maison de la Jeunesse (Jugendzentrum) genutzt wird. Im Osten schließen sich Auffahrtsrampen und die zunächst noch aufgeständerte Avenue Victor Hugo an.

## Beschreibung
Die Brücke hat beidseits eines mittigen Grünstreifens je eine Fahrspur für die Schnellbuslinie Trans-Val-de-Marne, je zwei Fahrspuren für den allgemeinen Verkehr sowie je einen Geh- und Radweg an den Außenrändern.
Ihre Länge zwischen den Widerlagern beträgt 130 m, die unterteilt ist in drei Brückenfelder mit 37,5 + 55 + 37,5 m Länge. Der Fahrbahnträger ist 28,40 m breit.
Aus technischer Sicht besteht die von Jean Muller entworfene und von Campenon Bernard ausgeführte Pont de Choisy aus zwei gleichen, parallelen Bauwerken aus Spannbeton, deren Fahrbahnplatten jeweils von zwei einzelligen Hohlkästen getragen werden, die einen rechteckigen Querschnitt von 2,50 m Höhe und 3,66 m Breite haben und als Durchlaufträger ausgebildet sind. Wie bei einem Sprengwerk dienen V-förmig aufgestellte dünne Scheiben als Stützen, die mit dem Fahrbahnträger zwar biegesteif verbunden sind, aber aufgrund ihrer eigenen Elastizität den Längenänderungen der Fahrbahnträger folgen können.
Muller verwendete bei der zwischen 1962 und 1965 errichteten Pont de Choisy zum ersten Mal Hohlkasten-Fertigteilsegmente, die im Kontaktverfahren hergestellt und im Freivorbau eingebaut wurden, wobei die Segmente nicht mit Mörtel, sondern mit schnell härtendem Epoxidharz verbunden wurden.
In einem fern von der Baustelle am Seineufer eingerichteten temporären Fertigteilwerk wurden die einzelnen Segmente mit einer 6,60 m breiten Platte und dem 3,66 breiten Hohlkasten in der Reihenfolge ihrer späteren Verwendung mit ihren Stoßflächen jeweils gegeneinander betoniert (à joints conjugués; match casting), so dass sie später auf der Brücke exakt zusammenpassten. Nach dem Aushärten des Betons wurden die Segmente mit einem Leichter zur Baustelle transportiert, dort mit einem Schwimmkran an ihren Platz gehoben, verklebt und mit Spanngliedern am Freivorbau verankert.
Dieses Verfahren hatte wirtschaftlich deutliche Vorteile zu konventionellen Fertigungsmethoden. Die Pont de Choisy wurde damit zum Ausgangspunkt einer langen Entwicklung im Bau von Spannbetonbrücken im Freivorbau mit vorgefertigten Segmenten.